# Deucalion (fils de Minos)
Pour les articles homonymes, voir Deucalion.
Dans la mythologie grecque, Deucalion (en grec ancien Δευκαλίων / Deukalíôn) est un prince de Crète, fils de Minos et de Pasiphaé. 
Il est le père d'Idoménée, Crété et Molos (en).
Ami de Thésée, il participe à la chasse de Calydon, ainsi qu'à l'expédition des Argonautes. Cependant, Thésée est contraint de le tuer devant les portes du labyrinthe du Minotaure.
Deucalion est le grand-père de Mérion, héros de la guerre de Troie,.